# Matt Anger
Matt Anger (* 20. Juni 1963 in Walnut Creek, Kalifornien) ist ein ehemaliger US-amerikanischer Tennisspieler. In seiner Karriere gewann er einen Einzel-Titel (1985 in Johannesburg) und zwei Doppel-Titel.
Der Rechtshänder Anger erreichte seinen höchsten Platz in der Einzel-Weltrangliste am 24. Februar 1986 als Nummer 23.
Anger ist zurzeit der Tennis-Coach an der Universität in Washington.